# Peshkopia
Peshkopia (macedón Пешкопеја / Peskopeja) kisváros Albánia északkeleti részén, a macedón határ közelében, Tiranától légvonalban 65 kilométerre északkeletre. Dibra megye székhelye, megyéjén belül Dibra község, valamint Peshkopia alközség központja, egyúttal ez utóbbi közigazgatási egység egyetlen települése is. A 2011-es népszámlálás alapján az alközség, vagyis Peshkopia népessége 13 251 fő.
A magashegyek közé szorított városka környéke gazdag krómérclelőhely, de kéntartalmú hévízforrásokban is bővelkedik. A kádiri dervisrend albániai központja.

## Fekvése
Peshkopia a Nyugat-Macedón-hegyvidék és a Közép-Albán-hegység közé ékelődő süllyedékmedencében, a Peshkopiai-medencében fekszik, 651 méteres tengerszint feletti magasságban, a Fekete-Drintől keleti irányban 5 kilométerre. Keletről a Korab-hegység észak–déli irányú vonulatai határolják; az ország legmagasabb pontja, a Korab-hegy (2764 m) a várostól északkeleti irányban 15 kilométerre emelkedik. A zömmel triászkori mészkő- és palatömeg geológiai érdekességei a Peshkopia északi szomszédságában sókőzetekből felboltosodó magaslatok: a Fehér-hegy (Mal i Bardhë, 1692 m) és a Burg-hegy (Mal i Burgit, 1426 m). Nyugatról a Lurai-hegy (Maja e Lurës, 2091 m) és a Dejai-hegy (Maja e Dejës, 2246 m) csúcsai szegélyezik a várost. A városkát a közeli termálforrásból táplálkozó Fürdő-patak (Perroi i Llixhave) szeli át.
Közlekedési szempontból Peshkopia meglehetősen elszigetelt helyzetben van. Az ország központi részeivel az SH6-os jelű milot–burrel–bulqiza–peshkopiai főút köti össze. Az út nyomvonalát azonban jól jellemzi, hogy a légvonalban mindössze 65 kilométerre lévő Tiranából ezen az úton 170 kilométert kell autózni, hogy Peshkopiába érjen az ember. Ezen kívül a délen, a Shkumbin völgyében fekvő Librazhddal egy nehezen járható, jelöletlen, az északi Kukësszel pedig egy szintén jelöletlen út köti össze.
A város elszigeteltségét sajátosan orvosolták a második világháború előtt: az albán légi forgalom szervezésére koncessziót elnyerő olasz Ala Littoria 1935-től Tirana–Peshkopia belföldi járatot üzemeltetett.

## Történelme
Az ókor évszázadaiban a mai város tágabb környezete a peneszták törzsébe tartozó illírek szállásterülete volt, de az i. e. 3–2. században Peshkopia helyén is állt egy kisebb illír település. A Peshkopia környéki hőforrásokat már a római korban is ismerték.[forrás?] A bizánci időkben, 1020-ban az ohridi érsekséghez tartozó püspöki székhely lett, amely 11. századi bolgár térképeken Preszolengrad néven jelent meg. A peshkop/peshkopi szó jelentése az albánban ’püspök’.
Peshkopia hagyományosan a lumjan törzsbeli albánok szállásterülete volt, a történeti Dibra vidék (ma nagyrészt Macedónia) nyugati piachelye, ahol a hegyvonulatokon túli síkság terményeit szerezhették be a pásztorkodással foglalkozó hegylakók, illetve tehették pénzzé a maguk termékeit. 1864-ben az Alsó-dibrai kaza (járás) székhelye lett, 1873-ban pedig nyolcezer katonát befogadó helyőrséget létesítettek a mintegy kétezres népességszámú településen.
Az 1912-es albán felkelés során, augusztus 14-én az oszmán tisztviselőket kikergették, s a felkelők kezére került a város. Albánia függetlenné válását (1912. november 28.) követően a londoni nagyköveti konferencia 1913. május 30-ai döntése értelmében az államhatárt Peshkopiától keletre húzták meg, ezzel a város elszakadt hagyományos dibrai hátországától. 1913 augusztus–szeptemberében a szerb hadsereg lerohanta Albániát. Bár szeptember 25-én fegyvert fogó albánok rövid időre visszaszerezték Peshkopiát, a város október 25-éig, a szerb csapatoknak a nagyhatalmak által kikényszerített evakuálásáig szerb megszállás alatt állt. A világháború és az ország közjogi helyzetét rendező lushnjai kongresszus után, 1920. augusztus 17-én az akkor megalakult Dibrai prefektúra székhelye lett.
Az 1924-es polgári demokratikus júniusi forradalomban megbukott és külföldre szökött Amet Zogu még az év decemberében jugoszláv katonai segítséggel szerezte vissza a hatalmát. December 13-án maga Zogu a legnagyobb csapattest, Leon Ghilardi pedig egy kisebb alakulat élén átlépte az albán országhatárt, és két irányból megtámadta Peshkopiát. A várost emberei élén Elez Isufi törzsfő védte – kiegészülve egy Ali Riza Topalli vezette kisebb kormánycsapattal – és hősies küzdelem árán négy napig tartották Peshkopiát, mígnem az december 17-én végül Zogu kezére jutott. Isufi életét vesztette a harcokban; emlékezetéül ma a nevét viseli a városka központi sétálóutcája. A peshkopiaiak helytállására árnyékot vetett, hogy ezt követően Isufi veje, Murad Koloshi kilencszáz emberével átállt Zoguhoz.
Albánia olasz megszállása idején, 1939 áprilisában az albán kormány tisztviselői, a hadsereg katonatisztjei a peshkopiai útvonalat választották, hogy jugoszláv területre meneküljenek. 1941 nyarán az olasz megszállók visszahódították és Albániához csatolták az 1913-as döntés következtében a határokon kívül rekedt albán lakta területeket, így a történeti Dibra vidékét is. 1943. november 16-án az olasz megszállókat felváltó német katonák elfoglalták Peshkopiát, visszavonulásra késztetve az ellenük harcoló albán gerillákat és az őket támogató szövetségeseket. A kommunista Nemzeti Felszabadítási Hadsereg egyre több katonai sikert könyvelhetett el a megszállók ellen folyó háborúban. 1944 júliusában Peshkopia környékén dúltak a váltakozó sikerű harcok, hol a kommunisták, hol a náci kollaboránsok kezén volt a város. A kommunistákat támogató helyi törzsfők egyike, Faik Shehu és a helyi partizáncsoport vezetője, Esat Ndreu embereik élén július 6-án foglalták el első ízben Peshkopia városát. Innen támadták a németekkel kollaboráló Halil Alia kezén lévő közeli Fushë-Aliját (ma Fushë-Çidhën), de július 9-én megsemmisítő vereséget szenvedtek tőle, és visszahúzódtak a Gramai-hegységbe. Peshkopia tehát ismét a kollaboránsok kezén volt, két nappal később, július 11-én azonban Haxhi Lleshi és Esat Ndreu partizáncsapata ismét átvette a város feletti ellenőrzést. Július 13-án a kollaboránsok még egyszer sikerre vitték Peshkopia ostromát, mígnem július 29-én az 5. partizánbrigád végső, megsemmisítő csapást mért az ellenségre, és végleg elfoglalta Peshkopiát és Fushë-Aliját. A második világháború hátralévő hónapjaiban Peshkopia szolgált a dibrai területek felszabadításáért küzdő, Dali Ndreu irányította partizánalakulat főhadiszállásául.
1991 februárjában a demokratizálódási folyamat elleni tiltakozásul több más északkelet-albániai város mellett Peshkopiában is tiltakozások folytak, és a helyiek bekapcsolódtak az Enver Önkéntesei (Vullnetarët e Enverit) nevű szövetség szervezésébe.

## Nevezetességei
A városközpontban, az Öregmecset (Xhamia e vjetër) és a kádiri dervisek Mensur sejk tekkéje (Teqeja e Mensur Shehut) mögötti területen fennmaradt néhány oszmán kori lakóház. A Korabi hotel éttermében egy dibrai esküvői jelenetet ábrázoló, monumentális szocialista realista murália látható. A 2010-ben újranyitott Dibrai Néprajzi Múzeumban (Muzeu Etnografik i Dibrës) néprajzi és régészeti kiállítás tekinthető meg. A városka határában magas kéntartalmú hévizes gyógyfürdő (llixhat) épült, amelynek vize reumapanaszok és ízületi gyulladások gyógykezelésére alkalmas.
Peshkopia tágabb környezete számos lehetőséget nyújt a természetjárásra. A Fekete-Drin vadregényes, sziklaszirtektől övezett szurdokvölgyei mellett a várostól északkeletre Albánia legmagasabb csúcsa, a Korab-hegy (2764 m) védett övezete, délnyugatra az Arapi-hegyen (Mal i Arapit, 1413 m) elterülő Luzni-Bulaç természetvédelmi terület található. Peshkopiától északnyugati irányban 20 kilométerre terül el a Lurai nemzeti park, amely a jégkori eredetű Lurai-tavak füzérének védelmére jött létre 1966-ban.
Minden év októberében Peshkopiában rendezik meg az Oda Dibrane néven ismert összalbán népzenei fesztivált.

### Vallási jelentősége
A halveti szúfi szerzetesrendnek Peshkopiában és környékén a 18. századtól több tekkéje (derviskolostora) is működött. Ennél jelentősebb szerepet tölt be a város egy másik, Albániában népszerű szúfi dervisrend történetében és életében. A kádiri dervisrend öt országos központja közül az 1900-as évek óta Peshkopia a legjelentősebb. Már akkor itt tevékenykedett a rend vezetője (sejkje, albán sheh), s a rend 1945. évi állami elismerését, majd 1990-es évekbeli újjászervezését követően is Peshkopia maradt az albániai kádirik szervezeti és spirituális központja, a sejk székhelye.
1944. április 4-én a Legfelső Régenstanács (Këshilli i Lartë i Regjencës) jóváhagyásával az albán ortodox egyház kebelén belül megalakították a később megszűnt peshkopiai püspökséget.